# Gaston Bonnier

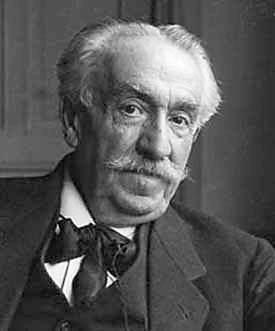
Gaston Bonnier

Gaston Eugène Marie Bonnier (9 tháng 4 năm 1853 tại Paris - 2 tháng 1 năm 1922) là một nhà thực vật học và sinh thái học người Pháp. Ban đầu Bonnier nghiên cứu tại École Normale Supérieure ở Paris từ năm 1873 dến năm 1876. Cùng với Charles Flahault, ông nghiên cứu tại Đại học Uppsala vào năm 1878. Họ đã cho xuất bản hai đề tài về những ấn tượng của họ:
- Observations sur la flore cryptogamique de la Scandinavie
- Sur la distribution des végétaux dans la region moyenne de la presqu'ile Scandinave (cùng với Charles Flahault 1879)

Sau đó, ông trở thành phó giáo sư, và sau là giáo sư thực vật học tại Sorbonne vào năm 1887. Ngoài ra, ông còn thành lập Phòng thí nghiệm Cây trồng Sinh học ởFontainebleau vào năm 1889. Trong cùng năm đó, ông đồng sáng lập ra tờ tạp chí khoa học Revue Générale de Botanique, mà ông tham gia biên tập cho đến năm 1922. 
Ông là người trình bày những thí nghiệm sinh thái học thực vật ban đầu. He cấy các cây trồng ở núi Al pơ giữa dãy núi Alps và Pyrenees đồng thời nghiên cứu khu vườn ở Fontainebleau. Các kết quả được xuất bản trong các ấn phẩm:
- Cultures expérimentales dans les Alpes et les Pyrénées. Revue Générale de Botanique 2 (1890): 513-546.
- Les plantes arctiques comparées aux ménes espèces des Alpes et des Pyrénées (1894).
- Nouvelles observations sur les cultures expérimentales à diverses altitudes et cultures par semis. Revue Générale de Botanique 3 (1920): 305-326.

Ông là tác giả của nhiều quần thể thực vật ở Pháp, như 
- Nouvelle flore du Nord de la France et de la Belgique pour la détermination facile des plantes sans mots techniques. Vol. I. Tableaux synoptiques des plantes vasculaires de la flore de la France. P. Dupont, Paris, 1894 (với Georges de Layens (1834-1897)).
  - Tập II. Nouvelle Flore des mousses et des hépatiques với Charles Isidore Douin (1858-1944). P. Dupont, Paris, 1895.
  - Tập III. Nouvelle Flore des champignons với Julien Noël Costantin (1857-1936) and Léon Marie Dufour (1862-1942). P. Dupont, Paris, 1895.
- Flore complète illustrée de France, Suisse et Belgique. (1911).

Những sinh viên lỗi lạc của Gaston Bonnier bao gồom:
- Paul Jaccard